# Пабло Пачеко
Пабло Пачеко Видал (23. мај 1908) је био перуански фудбалски нападач који је играо за Перу на ФИФА-ином светском првенству 1930. Играо је и за Универзитарио де Депортес.